# Andy Biersack
Andrew Dennis "Andy" Biersack, född 26 december 1990 i Cincinnati, Ohio, är en amerikansk musiker. Han är grundaren av och ledsångare i bandet Black Veil Brides. I maj 2014 startade Andrew ett solo musikprojekt under namnet Andy Black. 
Han föddes och växte upp i Cincinnati, Ohio och påverkades av band såsom  Kiss och Mötley Crüe. Han ville därför skapa ett band som skulle vara en kombination av banden han älskade. Då skapade han bandet Biersack som senare blev Black Veil Brides. Andy är även den enda originalmedlemmen kvar i bandet.

## Bakgrund
Andrew Dennis Biersack tillbringade sina första skolår på en katolsk grundskola, något han pratat om i många intervjuer. En av hans förskollärare, Jamie Peters, hade ett stort inflytande på hans kreativitet. På grund av vilken musik han lyssnade på och hur Andrew klädde sig, blev han ofta utsatt för mobbning. Den mobbing han fick utstå har återspeglats i musikvideon till "Knives and Pens", framförd av hans band Black Veil Brides.
När Andrew började gymnasiet gick han på Cincinnati's School for Creative and Performing Arts, och studerade drama och sång. Två dagar efter att han fyllt 18 år lämnade han skolan utan examen för att flytta till Los Angeles i hopp om att främja sin karriär.

## Musikkarriär
Vid 14 års ålder bildade Andrew, tillsammans med några vänner, sitt första band som de kallade "Biersack", som senare blev bandet Black Veil Brides.
Bandet har nu fyra andra medlemmar vid namn Lonny Eagleton, Jakob (Jake) Mark Pitts, Jeremy (Jinxx) Miles Ferguson och Christian (CC) Robert Mora (Coma). 

### Black Veil Brides (2006/2009-nutid)
I september 2009 skrev Black Veil Brides kontrakt med Standby Records. Skrivprocessen för en turné och en skivinspelning började genast. Under 2009 släppte de sin första musikvideo för "Knives and Pens", som hittills[när?] har över 97 miljoner visningar på Youtube. Bandet inledde kort därefter sin första USA-turné, med titeln "On Leather Wings".
Deras debutalbum, We Stitch These Wounds, släpptes 20 juli 2010 och sålde över 13 000 exemplar under sin första vecka, rankat som nummer 36 på Billboard Top 200-diagrammet och nummer 1 på diagrammet Billboard Independent. Bandets andra album, Set The World on Fire, släpptes den 14 juni 2011 i samarbete med Lava Musik / Universal Republic Records. Bandets tredje album, Wretched and Divine: The Story of the Wild Ones, släpptes den 8 januari 2013. Deras fjärde och senaste självbetitlade album släpptes den 27 oktober 2014.

### Andy Black (2014-nutid)
I maj 2014 avslöjade Biersack för Kerrang! att han hade arbetat på ny musik utanför Black Veil Brides under namnet "Andy Black". Han förklarade att hans soloprojekt skulle ha en radikalt annorlunda genre jämfört med bandet, och att han kände att han inte kunde skapa det inom bandet. Andys inspiration för detta projekt var hans kärlek till 1980-talssynth och gothmusik. Han kom att arbeta med den tidigare Black Veil Brides-producenten John Feldmann. Trots det nya projektet, lugnade han sina fans och sa att projektet inte är hans primära fokus, utan snarare mer av en hobby eller ett sidoprojekt. Den 19 maj 2014 hade hans första låt premiär, med titeln "They Don't Need To Understand", på nätet via Hot Topic. 
2016 gick han ut med sitt eget debutalbum The Shadows Side och medverkande på albumet är Mikey way, Matt Skiba, Patrick Stump, Gerard Way, Rian Dawson, Ashton Irwin, Travis Barker, Quinn Allman och John Feldmann.